# Почтигород
«Почтигород» (англ. Almost, Maine, дословный перевод «Город Почти, штат Мэн») — пьеса драматурга Джона Кариани, состоящая из 9-ти историй, рассказывающих о любви и потере. Действие происходит в пятницу, в 9 часов вечера в вымышленном Почтигороде в штате Мэн). Премьера состоялась в театре «Portland Stage Company» в Портленде в 2004 году, постановка стала кассовым рекордсменом и получила высокую оценку критиков. Позже Кариани адаптировал пьесу в одноименный роман.

## Истории

### Пролог
Задумчивый Пит сидит на скамейке, не замечая свою возлюбленную Жинетт. Девушка признаётся ему в любви, и считая, что она ещё никогда не чувствовала такой близости с ним. Пит говорит, что тоже её любит, но отмечает, что люди могут быть одновременно близки и далеки. Он делает снежок, и, представив его земным шаром показывает, что с одной стороны люди стоят рядом, но есть и долгий путь — через весь земной шар. Расстроенная Жинетт оставляет юношу одного, который вскоре замечает отсутствие девушки, и, расстроенный, отправляется на её поиски. Юноша появляется в каждой сцене, невольно становясь свидетелем происходящих событий.

### 19 кусочков
Простодушный Ист видит во дворе своего дома эксцентричную, и очевидно расстроенную Глорию, нервно курящую в ожидании северного сияния. Ей некуда идти, поэтому она установила палатку во дворе Иста, а в этот город её привела трагедия — смерть мужа, которого она прогнала после его измены. Ист влюбляется в Глорию, похоже, что чувство взаимно, но женщина всячески отталкивает юношу, ведь её сердце разбито на девятнадцать кусочков. Но Ист уверен, что сможет склеить это сердце.

### Тату
Девушка Сандрин случайно встречается в баре своего бывшего парня Джимми. Он не знает, что в соседнем зале на девичник собрались её подруги — завтра Сандрин выходит замуж. Ей неприятно общество Джимми, она пытается скорее закончить разговор, не догадываясь, что он всё ещё любит её. К их столику периодически подходит новая официантка, которая рассказывает об акции: бесплатное пиво всем грустным посетителям (в оригинале эпизод называется «Sad & Glad» — «Грустный и весёлый»). Сандрин замечает на руке Джимми татуировку — имя «Джилл». Джим поясняет, что в имени ошибка. После этого Снадри уходит, оставив Джимми в грустном одиночестве. Затем вновь появляется официантка, и юноша узнаёт её имя — Джилл. Молодые люди встречаются глазами, и в этот момент проламывает крыша, и Джимми накрывает снегом.

### Больно!
Действие происходит в прачечной, где нервная Марвелин случайно бьёт по голове гладильной доской странного юношу Стива. У него редкая болезнь — нервные окончания недостаточно развились, и он не чувствует боли. Живя по указке брата, он постоянно составляет список того, что приносит боль и чего стоит бояться. Есть в списке и любовь. Общаясь со Стивом, Марвелин доказывает ему, что любви бояться не стоит.

### Отдай обратно
Разгневанная Гейл возвращает любовь Лендала самому Лендалу. Гейл приносит бывшему возлюбленному множество красных пакетов — символ его любви. И требует от Лендала вернуть ей её любовь. Единственно, что находится у мужчины — крошечный пакетик, умечающийс на ладожке. Гейл ошарашена и говорит, почему решила с ним расстаться — они вместе много лет, но всё ещё не женаты. А в пакетике оказывается обручальное кольцо.

### Интерлог
Пит продолжает поиски Жинетт.

### Падение
Друзья Рэнди и Чед обсуждают свои последние свидания — у обоих никак не получается найти половину. В какой-то момент, один из них говорит, что свидания не нужны, ведь ему и так хорошо со своим лучшим другом. Затем происходит признание в любви, которое ставит героев в тупик — у обоих мужчин в буквальном смысле подкашиваются ноги от любви.

### Потеря
Супружеская пара Фил и Марси проводит вечер на катке. Марси никак не может найти свой ботинок, а Фил в каждом слове жены чувствует упрёк из-за своей невнимательности по отношению к ней и необходимости работать допоздна, сверхурочно. Как вскоре узнают зрители, Фил также забыл об их годовщине. Марси наконец задаёт вопрос — что они здесь делают, если он так несчастлив, а она — так одинока. Марси уходит с катка, оставив оторопевшего Фила в страхе, что он может потерять любимую жену.

### Надежда
Девушка Хоуп (в переводе на русский — «Надежда») несколько лет назад уехала из родного города, испугавшись предложения руки и сердца от своего возлюбленного Дэниэла. В этот вечер Хоуп возвращается к дому Дэнни, чтобы узнать, что он здесь больше не живёт, а зрители интуитивно понимают, что жизнь юноши оборвалась. В последнюю встречу Хоуп не ответила да или нет, а пообещала вернуться с ответом до рассвета. Диалог с призраком Дэниэла, принявшего образ говорящего памятника — исповедь Хоуп, осознавшей, что совершила ошибку. Она любила Дэнни, и хотела быть с ним, но оставила без ответа самый главный вопрос. Однако уже слишком поздно, чтобы что-то исправить.

### Увидеть
Добродушный байкер Дэйв преподносит своей суровой подруге Ронде собственноручно написанную картину. Грубоватая байкерша, неуклюже  пытаясь разобраться в подарке и понять, что же изображено на картине. Силой искусства и любви Ронда превращается в прекрасную, хрупкую девушку.

### Эпилог
Пит находит Жинетт.

## Признание
Офф-Бродвей постановку в театре Дэрила Рота зрители увидели 12 января 2006 года — спектакли шли ровно месяц, до 12 февраля. Режиссёр — Габриэл Барр. Пьес попала в ежегодный книжный обзор «Новые пьесы: Лучшее в 2006 году» (англ. Smith & Kraus' New Playwrights: Best Plays Of 2006), став одной из самых популярных пьес для постановки профессиональными и любительскими театрами. В 2017—2018 самой популярной постановкой в старших школах США, опередив «Сон в летнюю ночь» Вильяма Шекспира.
Постановка 2006 года получила смешанный отзыв от «The New York Times». Обзор от этого же издания постановки 2013 года в «TheaterWorks» был более благосклонным.

## Российская постановка
В России премьера пьесы состоялась 21 декабря 2012 года в Театре на Малой Бронной, режиссёром постановки выступил худрук театра Сергей Голомазов.